# 東日本大震災復興支援チャリティライブ KYOSUKE HIMURO GIG at TOKYO DOME "We Are Down But Never Give Up!!"
『東日本大震災復興支援チャリティライブ KYOSUKE HIMURO GIG at TOKYO DOME "We Are Down But Never Give Up!!"』（ひがしにほんだいしんさいふっこうしえんチャリティライブ・キョウスケ・ヒムロ・ギグ・アット・トウキョウ・ドーム・ウィ・アー・ダウン・バット・ネバー・ギブ・アップ）は、日本のミュージシャンである氷室京介の21作目のライブ・ビデオ。2011年12月14日にDVDで発売。

## 解説
- 氷室京介が2011年6月11日、12日に行った東日本大震災復興支援チャリティライブ「GIG at TOKYO DOME "We Are Down But Never Give Up!!"」の模様が収録されている[2][3]。
- ワーナーミュージック・ジャパン移籍後初の作品である[4]。
- 今回のライブは全曲BOØWYの楽曲で構成されており[5][6][7]、氷室のライブにおいて、全曲BOØWYの楽曲で構成されるのは今回が初である[8]。
- 当初、氷室の50歳アニバーサリー公演を同日、同会場で予定していたが震災が起きたことにより発表を見送った。氷室は、CNNなどの報道に愕然とし、氷室自身が行える支援策を考え、今回の公演を決定した[6][7]。
- 当初、ライブは6月11日のみの1日限りの予定だったが、多くの賛同を受け、翌日の6月12日に追加公演を実施した[8]。
- 氷室は、本公演を開催するにあたり、「互いの気持ちと力を合わせて支え合う運命の時微力ではあるけれど俺なりに過酷な状況下でいまも闘っている皆さんを応援したいと思います We are down but never give up !」とコメントした[6][7]。
- 本公演の総動員数は、2日間で約11万人となり、チャリティライブとしては、国内史上最大規模となった。また、東京ドームの1日の動員数も過去最大となった[9]。
- 本作を始め、本公演でのグッズ等の利益などの収益金の全てが、自身の著作権料を著作権管理団体JASRACが行っている東日本大震災復興支援基金「こころ音」基金に拠出された[3][8][10]。
- 本公演の収益金の総額は6億6922万940円となり、全額を岩手県、宮城県、福島県にそれぞれ2億2307万3646円ずつ均等に寄付した[11]。

## 収録曲
1. DREAMIN'
2. RUNAWAY TRAIN
3. BLUE VACATION
4. ROUGE OF GRAY
5. TO THE HIGHWAY
6. BABY ACTION
7. JUSTY
8. WELCOME TO THE TWILIGHT
9. BAD FEELING
10. “16"
11. LONGER THAN FOREVER
12. MEMORY
13. B・E・L・I・E・V・E
14. 季節が君だけを変える
15. B・BLUE
16. MARIONETTE
17. PLASTIC BOMB
18. DOWN TOWN SHUFFLE
19. BEAT SWEET
20. RENDEZ-VOUS
21. ONLY YOU
22. IMAGE DOWN
23. ON MY BEAT
24. HONKY TONKY CRAZY
25. NO. NEW YORK

## 参加ミュージシャン
- 氷室京介 - ボーカル
- 永井利光 - ドラムス
- 西山史晃 - ベース
- DAITA - ギター
- 本田毅 - ギター
- 大島俊一 - キーボード、サックス